# Alte Schönhauser Straße 23/24

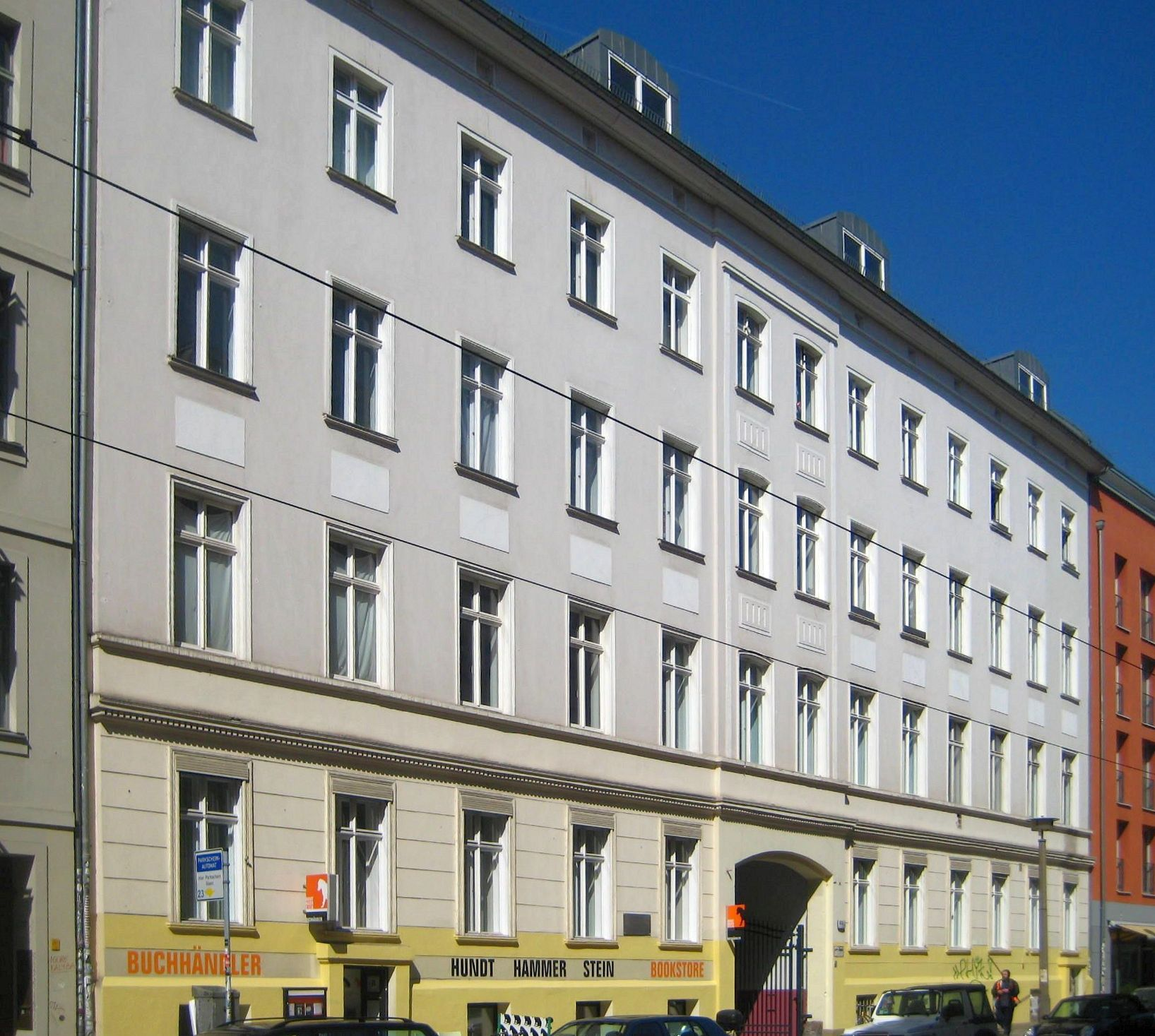
Gebäudekomplex Alte Schönhauser Straße 23/24

Alte Schönhauser Straße 23/24 ist ein Wohn- und Geschäftshaus in Berlin-Mitte in der Alten Schönhauser Straße. Das Gebäude wurde 1842 erbaut, 1865 umgebaut und nach 1990 saniert. Der Gebäudekomplex gehört zum denkmalgeschützten Bauensemble Spandauer Vorstadt.

## Geschichte
Die Grundstücke Alte Schönhauser Straße 23 und 24 gehörten spätestens seit 1821 der wohlhabenden Grundbesitzerfamilie Bötzow.
1842 wurde ein neues Gebäude auf beiden Grundstücken erbaut. 1865 ließ der Eigentümer Julius Albert Bötzow (1811–1873) Umbauten vornehmen und betrieb in dieser Zeit dort auch eine Brauerei. Diese verlegte er bald auf den Windmühlenberg an der Prenzlauer Allee, wo sie nach wenigen Jahren zur größten Brauerei Berlins wurde.
Das Scheunenviertel war in dieser Zeit eine Wohngegend für arme Leute.
Das Gebäude wurde im 19. und frühen 20. Jahrhundert ansonsten vor allem von kleinen Gewerbetreibenden genutzt, die dort ihre Geschäfts- oder Wohnräume hatten. Im Zweiten Weltkrieg blieb es weitgehend unbeschadet. Zu DDR-Zeiten wurde es als Wohnhaus genutzt.
Nach 1990 erfolgte eine umfassende Sanierung; seitdem dient der Komplex als Wohn- und Geschäftshaus.

## Historische Frauenpraxis

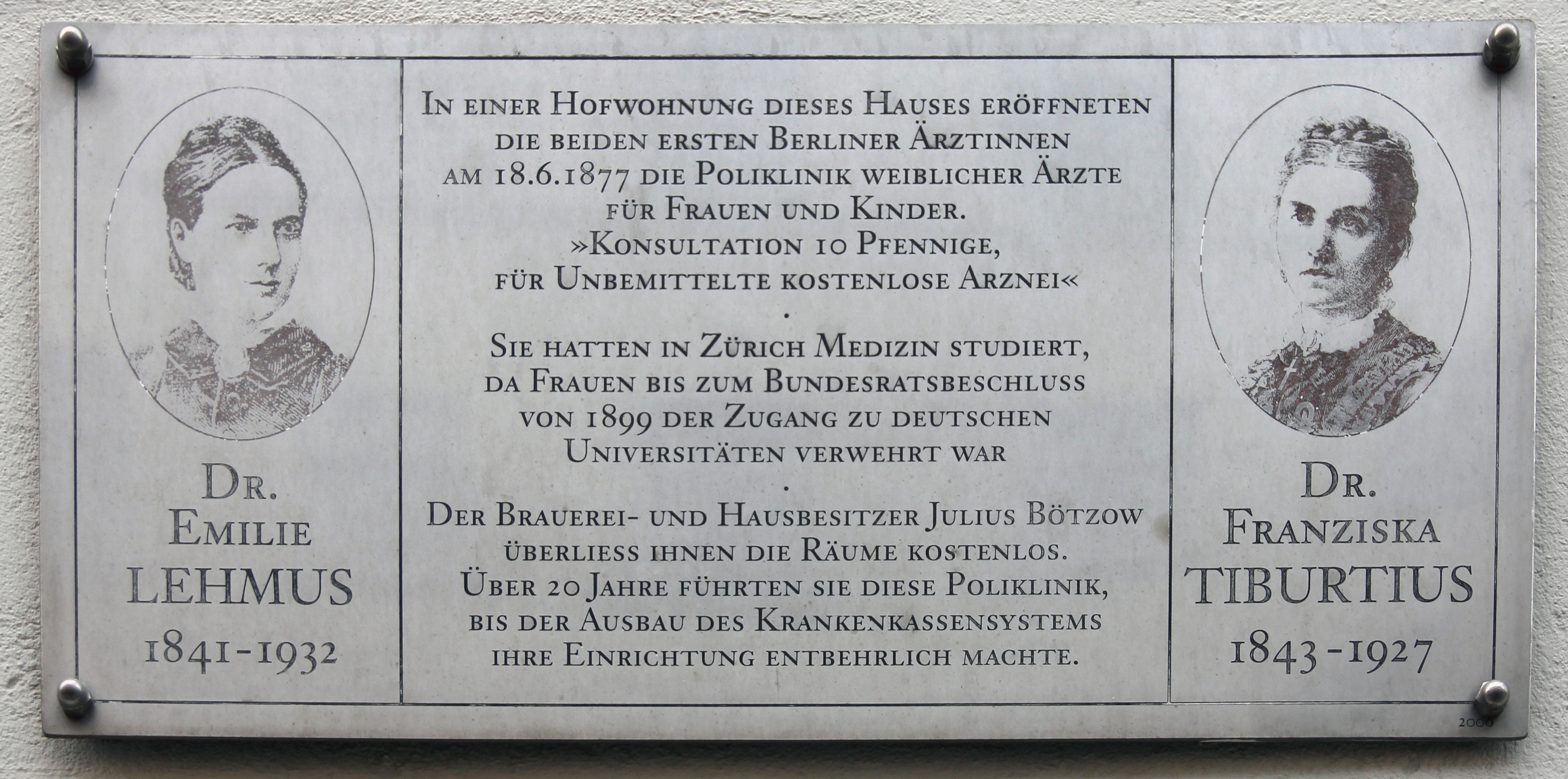
Gedenktafel

Im Jahr 1877 überließ Julius Bötzow (1839–1914) den Ärztinnen Franziska Tiburtius und Emilie Lehmus kostenlos eine Wohnung im Seitenflügel, wo diese die erste Gemeinschaftspraxis von Ärztinnen im Deutschen Reich eröffneten. Diese war vor allem für einkommensschwache Frauen und Kinder und bestand dort bis etwa 1901.

„Die seit etwa 4 Wochen durch die beiden weiblichen Ärzte Dr. Franziska Tiburtius und Dr. Emilie Lehmus eröffnete Armenklinik in der Schönhäuserstraße steht bereits im besten Flor. Von einem reichen Fabrikanten sind dort drei Zimmer unentgeltlich überlassen, in denen die Einrichtung, allerdings bis jetzt nur auf das Nothwendigste beschränkt ist. An der Thür ist ein Schild angeschlagen ‚Unentgeltliche Behandlung kranker Frauen und Kinder, Montags und Donnerstags von 4-6‘. Aus den vier Stunden wöchentlich werden aber, wie man erfährt, meist zwölf und vierzehn, so groß ist der Zudrang, und beide Damen müssen stets fleißig arbeiten, wenn sie bis 10 Uhr fertig werden wollen. [...] Einrichtung und Medikamente werden durch milde Gaben bestritten [...] Der Arbeitslohn der beiden Aerztinnen besteht nur in der Bereicherung ihrer Erfahrungen, die sie auf diesem Wege sammeln und in dem freudigen Bewußtsein, so manches Weh lindern und vielfach Hilfe bringen zu können.“

(Es wurde möglicherweise die Praxis des Wundarztes und Geburtshelfers Dr. G. Fieber in diesem Haus auch schon 1876 mitgenutzt.)

„[...] Die Zahl der Patientinnen nahm täglich zu. Schließlich durften nicht mehr als vierzig Frauen für eine Sprechstunde angenommen werden, da wir ohnehin bin in die sinkende Nacht zu arbeiten hatten. Dr. Lehmus und ich haben die uns sehr liebe Arbeit weitergeführt, auch nachdem längst von überflüssiger Zeit bei uns nicht mehr die Rede war und Herr Bötzow hat uns in großherziger Weise durch eine lange Reihe von Jahren das Lokal frei überlassen.“

Bis 1890 arbeiteten Franziska Tiburtius und Emilie Lehmus neben ihren Privatpraxen nur zu zweit in der Poliklinik. Eine Gemeindepflegerin, die vermutlich von einem Krankenpflegeverein der Zionsgemeinde bezahlt wurde, fungierte als Sprechstundenhilfe und Krankenschwester. Ab 1890 unterstützten weitere junge Ärztinnen die beiden.
„Die Patienten sollten 10 Pfennig für die Behandlung bezahlen, wer das nicht konnte, musste es jedoch nicht. Dieses Geld reichte für Beleuchtung und Heizung. Rezepte wurden nach den staatlichen Bestimmungen erstellt und wenn notwendig von den beiden Ärztinnen bestritten.“ 
Allerdings musste noch in dieser Zeit Dr. Karl Tiburtius, der Bruder von Franziska Tiburtius, regelmäßig einige Formalitäten übernehmen, da die Frauen weiterhin im Deutschen Reich offiziell nicht als Ärztinnen anerkannt waren.
Um 1901 wurde die Praxis in die Gleditscher Straße 48 verlegt.
Eine Gedenktafel für Dr. Franziska Tiburtius und Dr. Emilie Lehmus und ihre Praxis ist seit den 1990er Jahren im Hochparterre zwischen zwei Fenstern angebracht.

## Stolpersteine
Außerdem gibt es sieben Stolpersteine für ehemalige jüdische Bewohner des Hauses, die in den 1930er Jahren deportiert wurden.